# Blick aus dem Arbeitszimmer von Le Gras

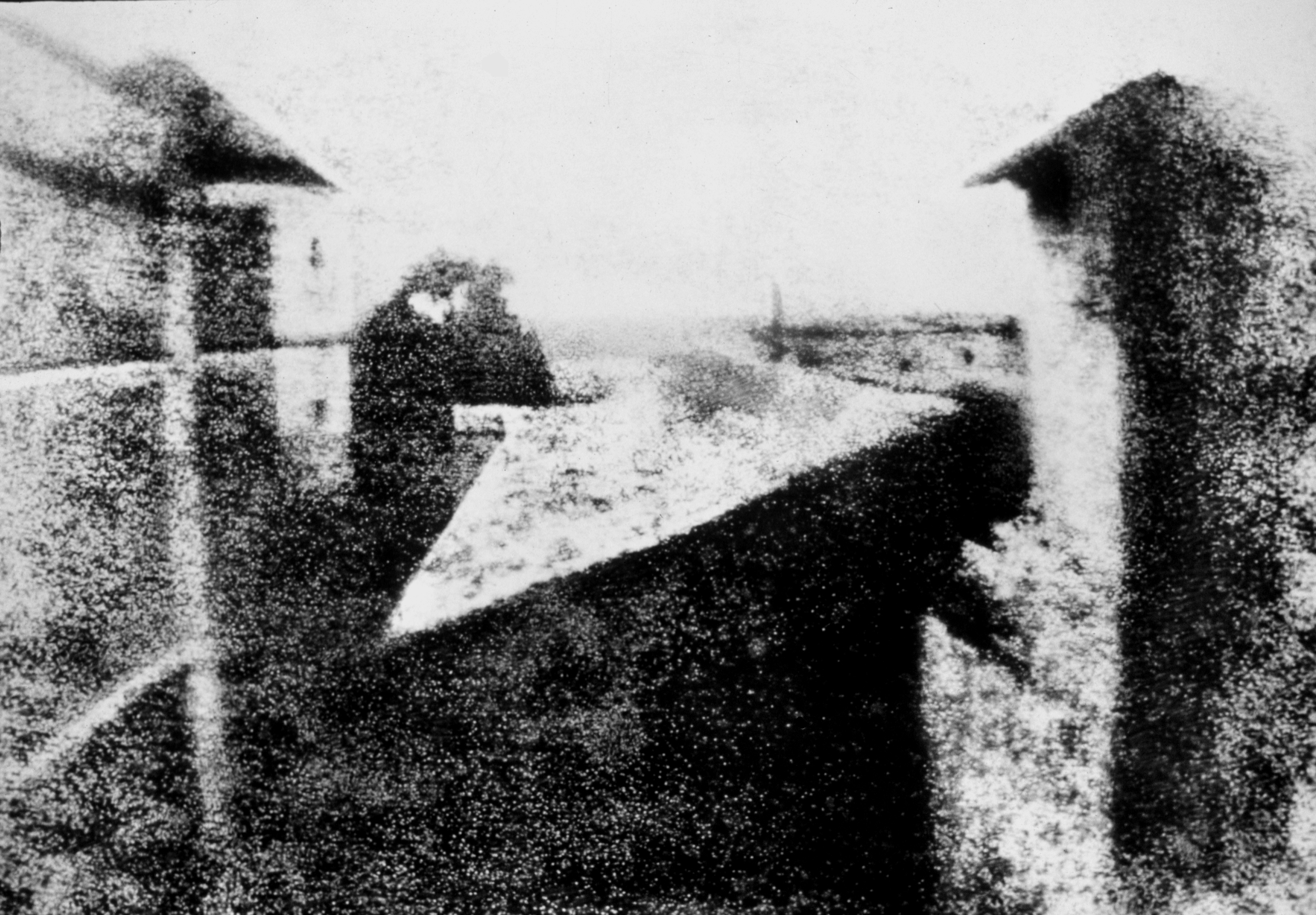
Retuschierte Fassung des Fotos

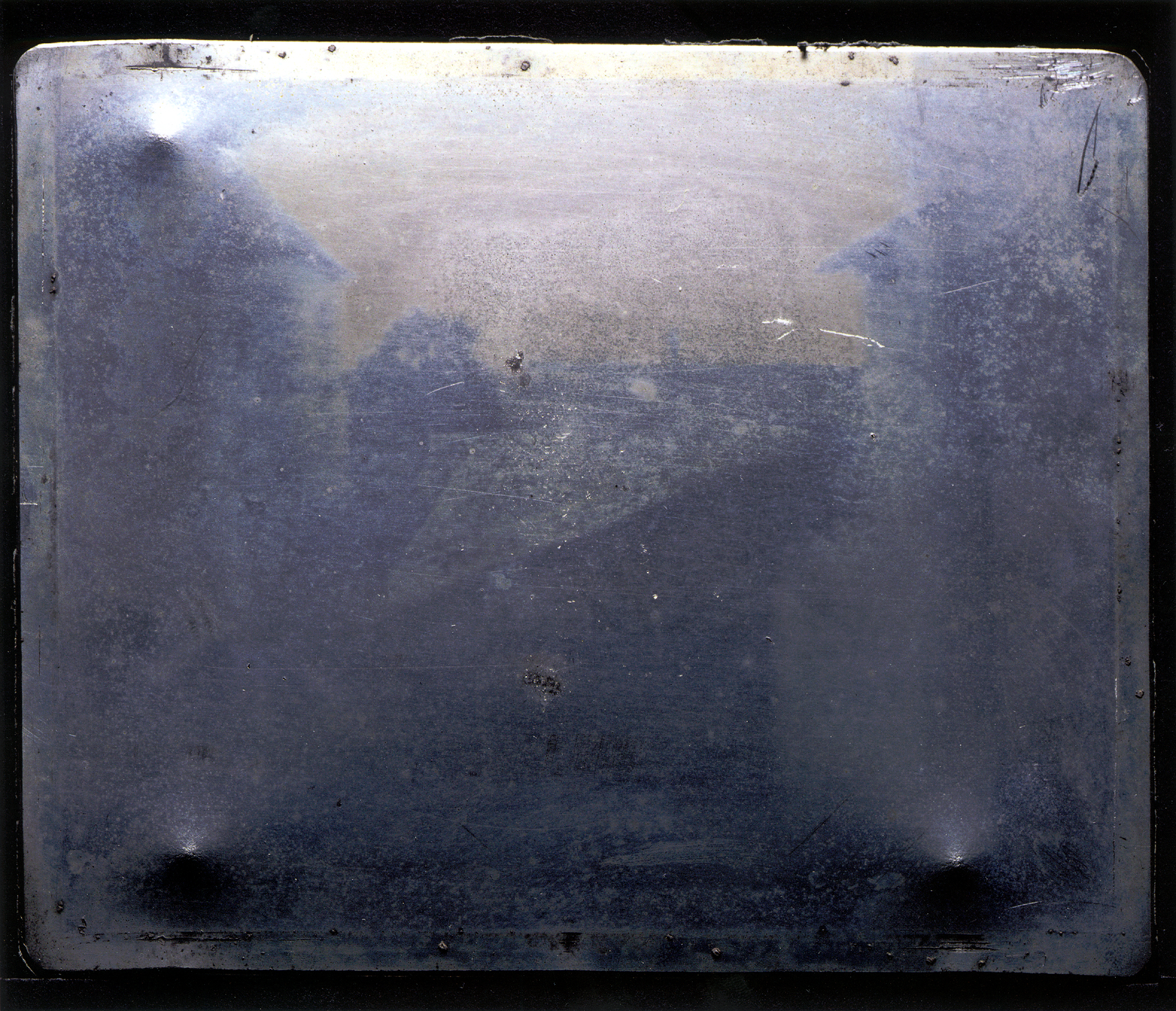
Die Originalfotografie

Blick aus dem Arbeitszimmer von Le Gras (französischer Titel La cour du domaine du Gras „Der Hof des Gutshofes von Le Gras“ oder Point de vue du Gras „Ansicht von Le Gras“) ist die erste erfolgreich aufgenommene und erhaltene Fotografie der Welt. Sie wurde 1826 von Joseph Nicéphore Niépce im französischen Saint-Loup-de-Varennes hergestellt. Das Foto zeigt den Blick aus dem Arbeitszimmer von Niépces Gutshof Le Gras. Von der linken Seite her sieht ein Betrachter zunächst den Rahmen des Fensterflügels, das turmartige Taubenhaus des Gutshofs, weiter entfernt einen Baum, ein kleines Gebäude mit Pultdach und schließlich einen turmförmigen Kamin, wahrscheinlich vom Backhaus.
Nicéphore Niépce erstellte das Foto mit Hilfe einer Camera obscura. Diese fokussierte auf eine mit in Lavendelöl gelöstem Naturasphalt bestrichene Zinnplatte von 20 cm × 25 cm Größe. Die Asphaltmischung härtete je nach Belichtungsgrad heller oder dunkler aus. Nach acht Stunden Belichtungszeit konnte die Platte mittels einer Mischung aus Lavendelöl und Petroleum ausgewaschen und das Foto dadurch fixiert werden. Ein optischer Effekt der langen Belichtungszeit ergab sich darin, dass die Gebäude auf dem Bild beidseitig keinen Schattenwurf erzeugten.
Niépce versuchte für die von ihm Heliografie benannte Methode das öffentliche Interesse zu gewinnen und reiste nach London, um sein Foto der Royal Society vorzustellen. Dies misslang, und Niépce übergab das Bild dem britischen Botaniker Francis Bauer. Später ging es in den Besitz von Henry Baden Pritchard über. Letztmals wurde das Werk 1898 öffentlich ausgestellt und geriet danach in Vergessenheit.
1952 erwarb Helmut Gernsheim das Foto, und mit Hilfe von Spezialisten von Kodak wurde erstmals eine Kopie hergestellt.
1963 schließlich erwarb die University of Texas die Platte von Gernsheim. Seither wird sie in Austin im Harry Ransom Center der Universität ausgestellt.
Wegen der großen Empfindlichkeit – das Foto wird sauerstofffrei in einer mit Edelgas gefüllten Box präsentiert – wird das Foto prinzipiell nicht verliehen. Eine Ausnahme wurde für die Ausstellung Die Geburtsstunde der Fotografie gemacht, in deren Rahmen es von September 2012 bis Januar 2013 in Mannheim zu sehen war, da sich hier in den Reiss-Engelhorn-Museen der andere Teil der Sammlung Gernsheims befindet.

## La table servie
Roland Barthes zeigt in der spanischen Ausgabe seines Buches La Chambre claire (La cámara lúcida, Paidós, Barcelona 1989) ein schon auf das Jahr 1822 datiertes Bild, Table prête oder La table servie „Gedeckter Tisch“, das von Niépce stammen soll und einen frisch gedeckten Tisch erkennen lässt. Weitere Untersuchungen bestätigten zwar die Autorenschaft von Niépce, identifizierten das Bild aber als Physautotype (ein fotografischer Prozess auf der Basis von Lavendelöl, den Niépce mit Daguerre entwickelte) aus dem Jahr 1832.

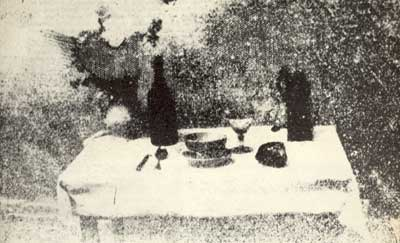
La table servie „Gedeckter Tisch“